# Thomas Dittrich (Badminton)
Thomas Dittrich (* 14. September 1964 in Elsterwerda) ist ein deutscher Badmintonspieler.

## Karriere
Thomas Dittrich erlernte das Spiel mit dem Federball in Tröbitz, einer Nachbargemeinde seines Wohnortes Domsdorf. In seiner Jugendzeit gewann er bei DDR-Nachwuchsmeisterschaften 1977 und 1980 eine Silber- und eine Bronzemedaille im Herrendoppel. 1982 gelang es ihm, im Tröbitzer Oberligateam Fuß zu fassen.  Mit der Mannschaft erkämpfte er in den folgenden drei Jahren jeweils die Bronzemedaille bei den DDR-Meisterschaften. Bis 1992 war er sportlich weiterhin in Tröbitz aktiv, bevor er aus beruflichen Gründen nach Bayern wechselte. 1997 ließ er noch einmal aufhorchen, als er bei den ersten Deutschen Meisterschaften im Beachminton den dritten Platz belegte. 2005 düpierte er bei den Deutschen Meisterschaften der O40 noch einmal die gesamte Badmintonkonkurrenz. Bei diesen Titelkämpfen gewann er sowohl den Einzel- als auch den Doppeltitel.
Thomas Dittrich lebt heute in Deuringen.

## Sportliche Erfolge
| Saison    | Veranstaltung                     | Disziplin    | Platz | Name |
| --------- | --------------------------------- | ------------ | ----- | --- |
| 1976/1977 | DDR-Einzelmeisterschaft AK 10/11  | Herrendoppel | 2     | Roland Pape / Thomas Dittrich (Kühlautomat Berlin / Fortschritt Tröbitz) |
| 1979/1980 | DDR-Einzelmeisterschaft AK 14/15  | Herrendoppel | 3     | Ralf Böhme / Thomas Dittrich (Medizin Luckau / Fortschritt Tröbitz) |
| 1982/1983 | DDR-Mannschaftsmeisterschaft      | Mannschaft   | 3     | Fortschritt Tröbitz (Joachim Schimpke, Roland Riese, Frank-Thomas Seyfarth, Thomas Dittrich, Harald Richter, René Born, Christine Ober, Carmen Ober, Annemarie Seemann, Petra Schubert) |
| 1983/1984 | DDR-Mannschaftsmeisterschaft      | Mannschaft   | 3     | Fortschritt Tröbitz (Frank-Thomas Seyfarth, Jens Scheithauer, Joachim Schimpke, Thomas Dittrich, Klaus Skobowsky, Harald Richter, Jörg Deutschmann, Petra Schubert, Andrea Pohling)     |
| 1984/1985 | DDR-Mannschaftsmeisterschaft      | Mannschaft   | 3     | Fortschritt Tröbitz (Frank-Thomas Seyfarth, Jens Scheithauer, Joachim Schimpke, Thomas Dittrich, Harald Richter, Petra Schubert, Christine Maertin)                                     |
| 1996/1997 | Deutsche Beachmintonmeisterschaft | Herreneinzel | 3     | Thomas Dittrich (TSV Diedorf) |
| 2004/2005 | Deutsche Einzelmeisterschaft O40  | Herreneinzel | 1     | Thomas Dittrich (TSV Diedorf) |
| 2004/2005 | Deutsche Einzelmeisterschaft O40  | Herrendoppel | 1     | Thomas Dittrich / Jürgen Schmitz-Foster (TSV Diedorf / TSV Neuhausen-Nymphenburg) |
| 2006/2007 | Deutsche Einzelmeisterschaft O40  | Herreneinzel | 3     | Thomas Dittrich (TSV Diedorf) |